# Landrat (Prusy)
Landrat – w Prusach urzędnik administrujący powiatem, zwany również radcą ziemskim, starostą lub konsyliarzem. 
Landrat był najwyższym przedstawicielem władzy wykonawczej na terenie powiatu. Reprezentował interesy pruskiego króla, którego rozkazy otrzymywał na piśmie w formie rozporządzeń. Funkcja ta po raz pierwszy pojawiła się w patencie królewskim z 22 grudnia 1741 roku. Według tego dokumentu miał być wybierany przez sejmik powiatowy, który miał zastąpić dawną radę książęcą. Później sejmik powiatowy przemianowano na radę powiatu. Jednakże do 1770 roku na Śląsku władze pruskie nie zezwalały na zorganizowanie sejmiku, bowiem obawiano się ambicji politycznych śląskiej szlachty. W związku z tym landrat był powoływany przez króla spośród szlachty i oficerów wojskowych. Po reformie administracyjnej Prus w 1816 roku na stanowisko to mianowała administracja królewska.
Dolną granicę wieku do wykonywania tej funkcji określono na 30 lat, a później na 35 lat. Kandydat na to stanowisku musiał mieć dobrą prezencję i umiejętności potrzebne do sprawowania tej funkcji. Nie musiał jednak zdawać żadnego egzaminu państwowego. Jego pobory i diety nie były zbyt wysokie. Podwyższeniu ich zarobków sprzeciwiał się sam król pruski Fryderyk II. Sytuacja ta się nieco polepszyła dopiero po śmierci tego władcy. Każdy wydatek poniesiony przez landrata musiał być udokumentowany i posiadać odpowiednie uzasadnienie.
Zarządzenie z 2 lipca 1790 roku nakładało obowiązek noszenia specjalnego ubrania przez landrata. Na jego służbowy strój składał się jasnoniebieski surdut, który zdobiły karmazynowe wywinięcia na rękawie. Kołnierz był aksamitny i posiadał wąskie obszycie, a klapy były również wąskie. Posiadał także pas wykonany ze złotego jedwabiu, do którego mógł przypiąć pozłacaną szablę oraz czarny kapelusz, który zdobił złoty sznurek i jasnoniebieski jedwab. Całość nakrywał zwierzchni surdut, który zdobiła jasnoniebieska chusta, karmazynowe wywinięcia na rękawach i klapami oraz stojący kołnierz bez haftu. Strój obowiązywał do początku XIX wieku, kiedy nastąpiły pruskie reformy administracyjne.
Do zadań landrata należało podejmowanie działań zmierzających do zwiększenia liczby ludności w powiecie, zapobieganie pożarom i powodziom, a także pilnowanie, aby pola znajdujące się na obszarach wiejskich nie leżały odłogiem. Ponadto miał zapewniać bezpieczeństwo w powiecie, ściągać podatki, a także przeprowadzać pobór do wojska. Oprócz tego to on wystawiał paszporty i je kontrolował oraz prowadził urzędową statystykę na terenie swojego powiatu. Później również ustanawiał w miastach burmistrzów, a we wsiach sołtysów, sprawdzał ich finanse, wysłuchiwał skarg mieszkańców oraz dbał o rozwój gospodarczy i handel w powiecie. Rozstrzygał również spory w sprawie ustanowienia granic, testamentów, umów małżeńskich oraz umów kupna-sprzedaży. Miał prowadzić dobrą politykę wobec kościołów i innych związków wyznaniowych, tak aby w powiecie panowała tolerancja religijna. Pełnił również funkcję kontrolną w stosunku do wszystkich obywateli powiatu bez względu na posiadany status społeczny.
W celu realizacji wymienionych zadań landratowi podlegały służby mundurowe i urzędnicy w powiecie. Rozporządzenie z 17 marca 1778 roku zawierające 12 rozdziałów przyznawało landratowi prawo głosu w kamerze wojskowej i skarbowej danej prowincji. Ponadto w powiecie zaczęła mu podlegać służba celna, jednostki administracyjne i policja. Wydawał wyroki w sprawach procesowych, które nie podlegały kompetencji sądów. Rozporządzenie z 1828 roku stworzyło nowe instytucje podporządkowane landratowi. Były to: powiatowy nadzór budowlany, wydział rolny, inspektorat oświaty.
Rozporządzenia wydane przez landrata były ogłaszane przez dragonów, którzy także czuwali nad ich przestrzeganiem. W 1813 roku dragonów zastąpiła żandarmeria, która w sprawach cywilnych podlegała landratowi, a w sprawach militarnych komendantowi żandarmerii.
Potocznie tym mianem określano również urząd kierowany przez landrata tzw. wydział powiatowy, landraturę (niem. Landratsamt).